# AEC Regent III RT
AEC Regent III RT — двухэтажный автобус производившийся Associated Equipment Company и London Transport. Был стандартным красным лондонским автобусом в 1950-х годах. Являлся вариацией AEC Regent III.

## Прототип
Прототип (London Transport RT 1) был построен в 1938 году с двигателем объёмом 8,8 литра производителя AEC (временный вариант, пока не стали выпускать двигатель на 9,6 литра) и с пневматической преселективной коробкой передач. Найденная удовлетворительная замена британского производства немецкому воздушному компрессору, купленному у компании Bosch, должна была вызвать проблемы у AEC, как только началась война. Шасси прототипа вышли в эксплуатацию под видом старого автомобиля. На корпуса автобусов ставили бывшие в употреблении лестницы, которые начиная с 1931 года эксплуатировались на Leyland Titan (парковый номер TD 111). Таким образом автобусы RT 1 начали эксплуатироваться в июле 1938 года под наименованием ST 1140, хотя они не были похожи на стандартное транспортное средство. Их использовали до декабря 1938 года.
В то время как испытывались шасси, на лондонском транспортном заводе Chiswick были построены новые корпуса автобусов. Они состояли из четырёх отсеков и напоминали корпус Roe, представленный в 1937 году на коммерческом автосалоне, хотя и создавали общее впечатление современного дизайна и функционала. Этот корпус заменил старые RT 1, и автобусы снова вступили в строй в 1939 году.

## Довоенное производство автобусов
London Transport заказал 338 (позднее заказ уменьшился до 150) шасси, которые находились в производстве в момент начала войны в сентябре 1939 года. Последняя из партий, RT 151 не прибыла в London Transport к январю 1942 года. Единственные шасси типа RT, построенные до окончания войны, планировались к перевозке в Глазго для выставки на коммерческом автосалоне в 1939 году, открытие которого было отменено из-за начала войны. Эти шасси отличались от довоенных лондонских образцов тем, что корпус был построен компанией Weymann, хотя кабина была очень похожа на кабины лондонских автобусов.

## Послевоенное производство автобусов
Производство RT возобновилось в конце 1946 г., но было отложено из-за желания компании London Transport использовать кузова, изготовленные на станциях Aldenham Tube Depot (впоследствии ставших основным автобусным заводом), в соответствии с опытом постройки бомбардировщиков Halifax. Новые машины были построены по модифицированному довоенному проекту London Transport, но по внешнему виду были похожи на своих предшественников. Основными визуальными отличиями были:
- Номерной знак узкого типа, с указанием места назначения, располагался над кабиной водителя, а маршрутная табличка - между нижней кромкой и окном верхнего этажа.
- Передний номер маршрута остался на окне верхней палубы, в то время как задний номер маршрута был удален, а к нему присоединились маршрутные точки на главном табло.
- Кузов был изготовлен несколькими подрядчиками, а не компанией London Transport.
- Нижняя кромка передних стекол, установленных на двери водителя, и нижняя кромка ветрового стекла водителя стали горизонтальными, а не скошенными вниз к углам кузова, как на довоенных моделях.
- Количество вентиляционных отверстий под лобовым стеклом уменьшено с шести до четырех.

В период с 1947 по 1954 год компания London Transport получила 4 674 автобуса типа RT, небольшое количество таких же автобусов было продано операторам за пределами Лондона.

## Появление в медиа
В британском музыкальном комедийном фильме 1963 года «Летние каникулы» Клифф Ричард едет на переоборудованном автобусе RT на юг Франции. В апреле 1962 г. компания Associated British Picture Corporation of Elstree действительно купила у London Transport три подержанных автобуса RT (RT2305 (KGU334), RT2366 (KGU395) и RT4326 (NLE990)). Все они были переделаны под RT1881 (с фальшивым регистрационным номером WLB991) для съемок различных фрагментов фильмов.
В фильме «Живи и дай умереть» 1973 года Бонд во время побега захватывает RT III. Трюки с участием автобуса включали в себя вращение на 360 градусов и срезание верхней палубы на низком мосту, чтобы остановить преследователей.
AEC Regent можно увидеть в клипе на песню группы Madness «Cardiac Arrest».
AEC Regent III в версии 1950 года появляется в фильме 2001 года «Мумия возвращается» (несмотря на то, что действие фильма происходит в 1933 году).
В 2003 году три модели автобусов серии RT (RT2240, RT3882 и RT4497) были перестроены в трёхэтажные автобусы (известные как «Ночной рыцарь») для фильма из серии «Гарри Поттер» — «Гарри Поттер и узник Азкабана».